# Thomas Shaw Brandreth
Thomas Shaw Brandreth (24 de julio de 1788 - 27 de mayo de 1873) fue un matemático e inventor británico. Autor de reseñables estudios sobre la antigüedad clásica, estuvo vinculado al inicio del Ferrocarril de Liverpool y Mánchester. 

## Primeros años y educación
Brandreth era hijo de un médico de Cheshire, Joseph Brandreth. Estudió en Eton y recibió una licenciatura del Trinity College de Cambridge en 1810 como Segundo Wrangler, Segundo Premio Smith y Medallista del canciller, lo que demuestra su aguda inteligencia. Recibió su maestría en 1813, y posteriormente fue elegido para una beca en el Trinity, colegiándose como abogado. Ingresó a la práctica legal en Liverpool, pero su interés por los inventos le impidió prosperar como letrado. 

## Inventos
Elegido miembro de la Royal Society en 1821 por sus logros matemáticos, para entonces había inventado un logómetro (una primitiva regla de cálculo), y más adelante diseñó y patentó una rueda de fricción y un reloj de escape. Estos logros lo llevaron a trabar amistad con George Stephenson, desempeñando un importante papel en la inspección y en la ingeniería del Ferrocarril de Liverpool y Mánchester, particularmente en el cruce de Chat Moss. Sin embargo, renunció como director de la línea poco antes de su finalización. 
En los primeros días del ferrocarril, no estaba nada claro que la locomotora de vapor se convirtiera en la principal forma de propulsión para los trenes. Brandreth inventó una máquina que utilizaba un caballo galopando sobre una cinta como fuente de potencia motriz. Un prototipo, el Cycloped, participó en las Pruebas de Rainhill en 1829, pero tuvo que retirarse cuando el caballo atravesó el suelo de la máquina. En cualquier caso, los ensayos demostraron la superioridad del poder motriz de vapor en todas las circunstancias, excepto en las excepcionales. 

## Familia, oficina judicial y Homero
Brandreth se casó con Harriet Byrom, de Fairview (un suburbio de Liverpool), en 1822, con quien tuvo dos hijas y cinco hijos, entre ellos Thomas Brandreth, un distinguido oficial naval. Su traslado a Londres disminuyó aún más su trabajo como abogado, y finalmente rechazó la oferta de presidir un juzgado en Jamaica y se retiró a Worthing, dedicándose a la educación de sus hijos. 
Al jubilarse, volvió a estudiar literatura clásica y realizó una larga investigación sobre el uso de la digamma en las obras de Homero. Sus estudios fueron publicados en 1844 como Una disertación sobre el metro de Homero; recopilado en una edición de la Ilíada con digammas. Esta obra fue seguida por una traducción bien recibida de la Ilíada en verso blanco en 1846. Murió en Worthing en 1873. Interesado por los asuntos locales, había sido juez de paz de West Sussex y participó en la mejora de la infraestructura del pueblo.

## Reconocimientos
- Fue elegido Miembro de la Royal Society en 1821[1]